# متنزه جبال ماهيل الوطني
يقع متنزه جبال ماهيل الوطنية على ضفاف بحيرة تنجانيقا في منطقة كيغوما، تنزانيا. تمت تسمية الحديقة نسبة إلى
سلسلة جبال ماهيل الواقعة داخل حدودها، ولها العديد من الخصائص غير العادية. أولاً، إنها واحدة من منطقتين محميتين فقط للشمبانزي في الدولة. (والأخرى قريبة من حديقة جومبي ستريم الوطنية الشهيرة التي اشتهرت بها الباحثة جين غودال). تعد قردة الشمبانزي في حديقة جبال ماهيل الوطنية الأكبر نظرًا لحجمها وبعدها، وازدهار الشمبانزي بها. كما أنها المكان الوحيد الذي تتعايش فيه الشمبانزي والأسود. ميزة أخرى غير عادية في الحديقة هي أنها واحدة من القلائل في إفريقيا التي يجب أن تجربتها سيرًا على الأقدام. لا توجد طرق أو بنية تحتية أخرى داخل حدود المنتزه، والطريق الوحيد للدخول والخروج من المنتزه هو عن طريق القوارب على البحيرة.
كانت جبال ماهيل مسكونة تقليديًا من شعب باتونجوي وهولوهولو، حيث بلغ عدد سكانها في عام 1987 22.000 و 12500 على التوالي. عندما تم إنشاء مركز أبحاث جبال ماهيل لأبحاث الحياة البرية في عام 1979، تم طرد هؤلاء الأشخاص من الجبال لإفساح المجال للحديقة التي افتتحت في عام 1985. انغمس الناس بشدة مع البيئة الطبيعية، حيث عاشوا بدون أي تأثير تقريبًا على البيئة.

## Gallery

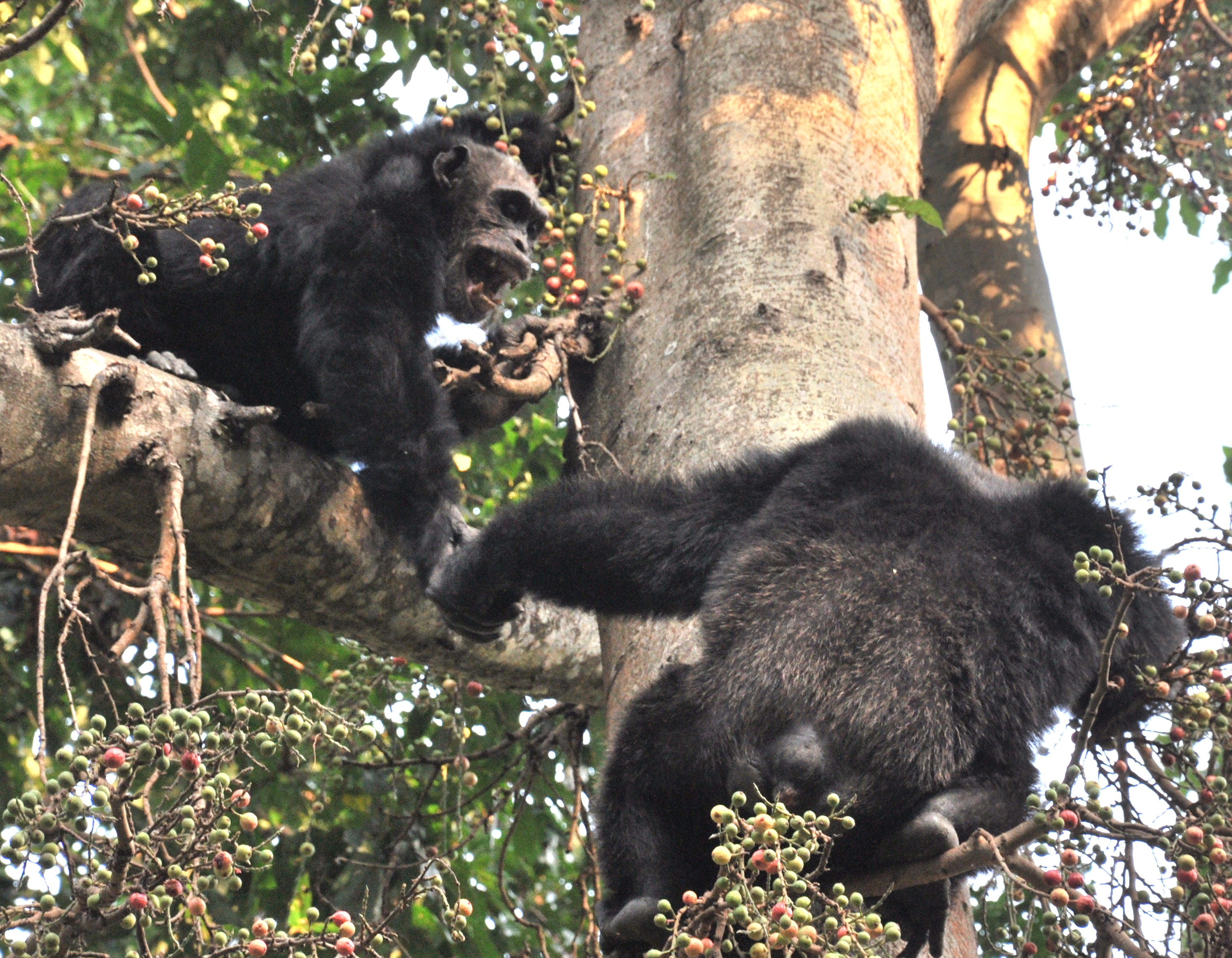
اثنان من الشامبانزي
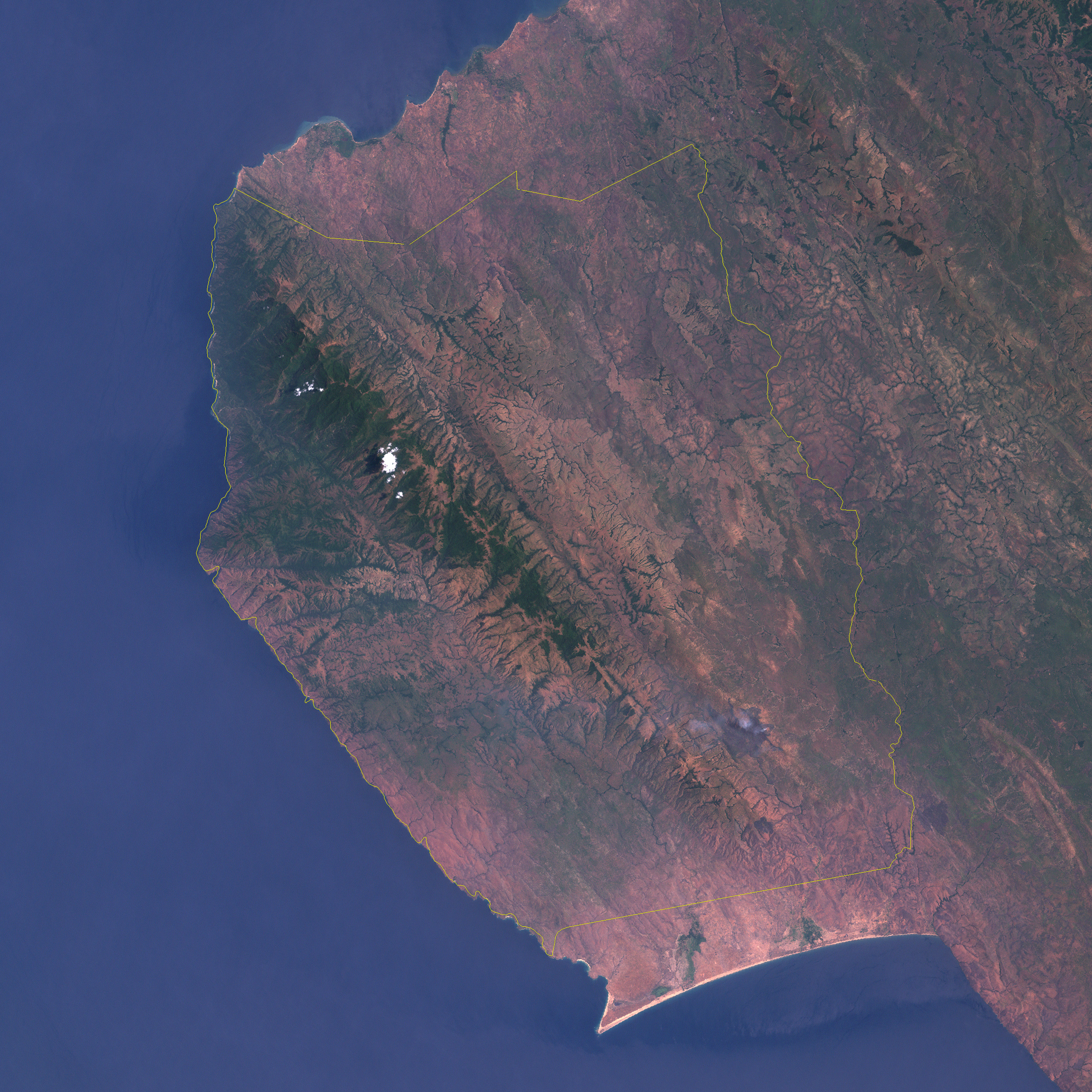
صورة بالأقمار الصناعية للمتنزه